# Spalt Select
Spalt Select (Spalter Select) is een hopvariëteit, gebruikt voor het brouwen van bier.
Deze hopvariëteit is een “aromahop”, bij het bierbrouwen voornamelijk gebruikt vanwege zijn aromatische eigenschappen. Deze Duitse Cultivar is een triploïde replica van de Hallertau Mittelfrüh, gebruikt in Duitse, Europese (vasteland) en Amerikaanse lagers. Deze hopvariëteit werd in 1989 op de markt gebracht en wordt geteeld in de Duitse regio's Hallertau en Spalt en in Washington.

## Kenmerken
- Alfazuur: 3,5 – 5,5%
- Bètazuur: 6,2%
- Eigenschappen: